# Zeitschrift für Antikes Christentum
Il Zeitschrift für antikes Christentum. Journal of Ancient Christianity, abbreviato come ZAC, è una rivista accademica internazionale. Gli articoli trattano argomenti sul cristianesimo relativamente all'ambiente greco-romano dell'antichità. L'attenzione tematica della rivista è rivolta all'antichità classica, compresa la storia del diritto e della storia della filosofia antica, la storia della Chiesa e gli studi storici religiosi.
Il periodico fu fondato dai primi redattori Hanns Christof Brennecke e Christoph Markschies; il primo volume fu pubblicato nel 1997. Il comitato editoriale comprendeva inizialmente Susanna Elm, Karla Pollmann, Christoph Riedweg, Georg Schöllgen, Rowan Williams e Wolfgang Wischmeyer. Successivamente, Volker Henning Drecoll si unì al comitato editoriale e Lorenzo Perrone al comitato consultivo editoriale. La rivista fu pubblicata inizialmente in due numeri e dal 2007 in tre numeri per un totale di circa 600 pagine. La tiratura è di 1.000 copie.
Gli articoli sono generalmente pubblicati in tedesco, inglese, francese o italiano e sono conclusi da un abstract in inglese o tedesco. 
La rivista è suddivisa in diverse sezioni:
- rapporti di ricerca;
- discussioni;
- saggi;
- miscellanee;
- recensioni;
- notizie e date;
- libri ricevuti.

La redazione ha sede presso la cattedra di Christoph Markschies della Facoltà Teologica dell'Università Humboldt di Berlino.